# Candiac (Quebec)
Candiac é uma cidade localizada na província de Quebec no Canadá.